# Privileg (Handelsmarke)
Privileg war eine Handelsmarke des Unternehmens Quelle, die seit 2010  dem US-amerikanischen Haushaltsgerätehersteller Whirlpool Corporation gehört.

## Geschichte

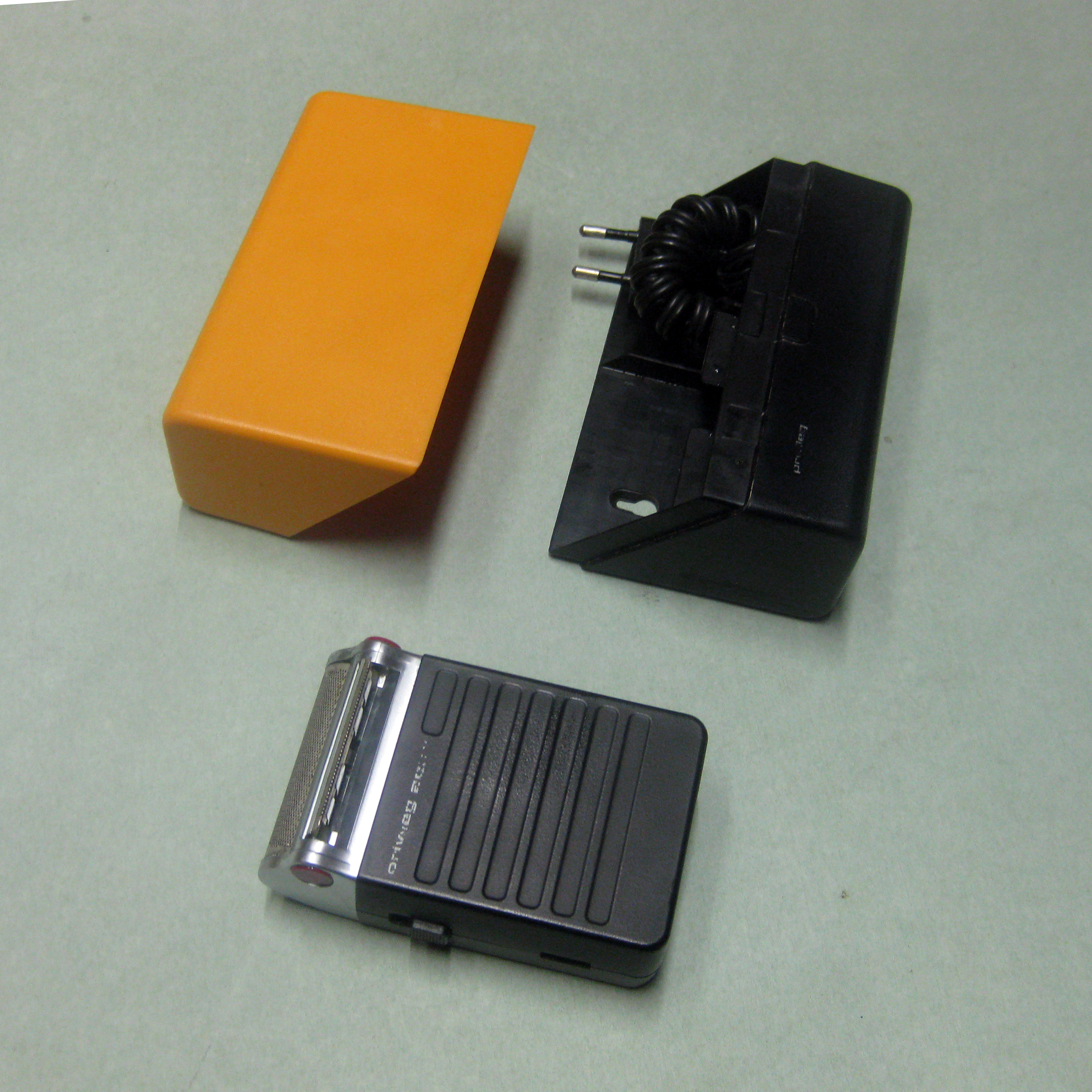
Privileg-Rasierer produziert von Moser

Bis 1964 war die Handelsmarke aus dem Hause Quelle Quellux. Quellux war auch ein Quelle-Label für Schallplatten, bevor für Tonträger die Marke Universum eingeführt wurde. Die Marke Privileg wurde 1964 von Quelle eingetragen und umfasste hauptsächlich Haushaltsgeräte wie Kühlschränke, Spülmaschinen, Waschmaschinen, Herde, Heizkörper, Nähmaschinen, Schreibmaschinen usw., aber auch Taschenrechner. Die Produkte wurden häufig von bekannten Herstellern produziert. Das Gehäusedesign wurde oft gegenüber dem Ursprungsprodukt vereinfacht, um den Preisunterschied zu rechtfertigen. Dies war bei Produkten aus der DDR nicht notwendig. Da sie im normalen Handel in der Bundesrepublik Deutschland nicht erhältlich waren, reichte die Kennzeichnung mit einem Privileg-Typenschild. Beispielsweise wurde die Schreibmaschine „Erika electronic S3006“ als „Privileg electronic 1400“ angeboten. Mitunter waren auch kleine westdeutsche Hersteller unter den Lieferanten, z. B. die Firma Moser mit Rasierern. Die Wigomat-Kaffeemaschine „Wigomat 12“ wurde als „Privileg KM 505“ im Tank abweichend aus nichttransparentem Kunststoff ausgeführt, so dass der Wasserstand nicht von außen abgelesen werden konnte. Quelle wurde mit Produkten aus der DDR zum Branchenführer in der Bundesrepublik Deutschland.
2009 stammten die meisten der unter Privileg vertriebenen Geräte von Electrolux. Bei Kühlgeräten hatte die Marke in Deutschland im Jahr 2006 einen Marktanteil von 23 Prozent, bei Gefriergeräten 29 Prozent.

## Nach dem Ende der Quelle GmbH
Am 5. November 2009 wurde bekannt, dass sich die Otto Group die Markenrechte an Privileg gesichert hat. Am 20. Januar 2010 schrieb die Frankfurter Rundschau: „Ursprünglich hatte der Media-Saturn-Mutterkonzern Metro die Rechte an der einstigen Quelle-Handelsmarke Privileg kaufen wollen. (…) Doch der Deal zwischen Metro und dem Versandhändler Otto, der Privileg von dem insolventen Quelle-Versandhaus übernommen hatte, scheiterte Anfang Januar – angeblich wegen unterschiedlicher Preisvorstellungen.“ Im März 2010 verkaufte Otto die Markenrechte an den US-amerikanischen Haushaltsgerätehersteller Whirlpool Corporation, der künftig unter diesem Namen unter anderem Kühlschränke, Trockner, Waschmaschinen und Küchenherde produzieren will.
In Österreich werden die Privileg-Haushaltsgeräte seit dem 1. Quartal 2011 über die neu gegründete Quelle GmbH bereits wieder vertrieben.
Der Kundendienst von Quelle wird nach wie vor von der ehemaligen Quelle-Tochter Profectis Technischer Kundendienst durchgeführt. Profectis wurde zum 1. Januar 2010 mit ihren 680 Mitarbeitern von dem Wolnzacher Service-Dienstleister RTS Elektronik Systeme übernommen.